# Тел Атлас
Тел Атлас (на арабски: الاطلس التلي, Малък Атлас) е общо название на система от планински хребети в северната част на Атласките планини, простираща се на около 1300 km от запад на изток в северната част на Алжир, в най-източната на Мароко и в северозападната част на Тунис. На запад долината на река Мулуя (в североизточната част на Мароко) отделя Тел Атлас от Висок Атлас, а на изток завършва до долината на река Меджерда, в северната част на Тунис. На юг склоновете ѝ стъпаловидно се понижават към т.нар. Високо плато или Орано-Алжирска Месета, а на север стръмно се спускат към брега на Средиземно море. Средната ѝ надморска височина е около 1500 m, а максималната е връх Лала Хедиджа 2308 m, издигащ се в планината Джурджура. На запад се редуват средновисоки масиви (Тлемсен 1843 m, Трара 1532 m, Варсенис 1985 m, и др.) с куестов релеф и обширни междупланински равнини. В източните части преобладава хълмисто-ридовия релеф, със следи от вулканична дейност. Тук са разположени хребетите Бибан (1852 m), Ходна (1901 m), Нумидийски (2004 m) и др. Източната и западната част на Тел Атлас са разделени от проломната долина на река Шелиф. На север към Средиземно море текат предимно къси, с голям наклон и почти целогодишно постоянни реки – Тафна, Мебтуб, Сумам, Ел Кебир, Бу Хамдан, Меджерда (най-голяма) и др. Северните склонове на хребетите, на височина до 800 m са обрасли с маквиси, нагоре следват гори от корков и каменен дъб и листопадни видове, до 1500 m е поясът на алепския бор, а най-високите части са заети от атласка хвойна, туя и храстовиден кедър.